# Talibon
Talibon est une municipalité de la province de Bohol, aux Philippines.
Elle est le siège du diocèse catholique de Talibon (en) et la résidence de son évêque.

## Personnalités nées à Talibon
- Carlos P. García, huitième président de Philippines (4 novembre 1896)
- Lauro Mumar, joueur de basket (6 décembre 1924)
- Bernardito Auza, archevêque catholique (10 juin 1959)
- Nonito Donaire, boxeur (16 novembre 1982)